# Abhijan
Abhijan (Bengalisch: অভিযান, Abhiyān; übersetzt: Die Expedition) ist ein indischer Spielfilm von Satyajit Ray aus dem Jahr 1962. Der Film entstand nach dem gleichnamigen Roman von Tarashankar Bandyopadhyay.

## Handlung
Narsingh, ein Taxifahrer, ist ein stolzer und heißblütiger Rajput mit einer Leidenschaft für sein Auto, einen 1930er Chrysler-Oldtimer. Er wurde von seiner Ehefrau verlassen und nimmt aus Verbitterung keine Frau im Auto mit; seinen Assistenten Rama weist er gar an, ein frischvermähltes Ehepaar wieder aus dem Taxi zu werfen. Stattdessen fährt er eine Gruppe älterer Männer einem Zug hinterher, den sie unbedingt bekommen wollen. Auf der Rückfahrt überholt Narsingh neben der Straße in einem waghalsigen Manöver das Auto eines hohen regionalen Polizeibeamten. Erbost entzieht dieser ihm die Taxifahrerlizenz.
Bei einer nächtlichen Fahrt nimmt Narsingh ein Paar – den Händler Sukhanram und seine Frau Gulabi – mit, deren Ochsenkarren liegengeblieben ist. Zur Mitnahme der Frau lässt er sich nur gegen das Versprechen des doppelten Fahrpreises bewegen. Sukhanram lädt ihn noch in sein Haus ein und schlägt ihm vor, sein Fahrgeschäft im Ort zu beginnen, er könne dabei helfen und ihm Geld leihen. Nach einer Nacht Überlegung geht Narsingh auf den Vorschlag ein.
Unter den örtlichen Taxifahrern ist er mit seinem alten Auto nicht wohl gelitten. Mit dem Taxifahrer Joseph kommt Narsingh ins Gespräch und sie stellen fest, dass sie aus demselben Ort stammen und ihre Großväter miteinander befreundet waren. Joseph lädt Narsingh zu sich nach Hause ein. Von Josephs Schwester Nili ist Narsingh beeindruckt, sie ist hübsch und lehrt Englisch. Er erfährt, dass Josephs Familie niederkastig war und deshalb zum Christentum konvertiert ist.
Nachts kommt Gulabi in Narsinghs Unterkunft und bittet ihn, sie bis zum Morgen bei sich bleiben zu lassen, da sie bedroht würde. Ganz offensichtlich mag Gulabi ihn – er sie hingegen nicht so. Sie bringt ihm die Wärme entgegen, die sich Narsingh eigentlich von Nili erhofft. Am nächsten Morgen fährt Narsingh zu Joseph, der ihm versprochen hatte, dass ein hoher örtlicher Beamter, dessen Privatchauffeur er ist, ihm eine neue Taxilizenz zu verschaffen. Narsingh bekommt die Lizenz. Ohne zu bemerken, dass Nili ihr Herz bereits an einen Krüppel vergeben hat, beginnt Narsingh, sich für ihre Religion zu interessieren.
Er geht mit Nili zur Kirche und lernt von ihr Englisch.
Narsigh will seinen Kredit zurückzahlen, doch der halbseidene Händler Sukhanram bietet ihm eine Geschäftsbeteiligung an. Narsingh soll als Transporteur arbeiten und von Zeit zu Zeit eine Metallbox zu einem bestimmten Ort schaffen. Seine Skepsis ob der Legalität des Geschäfts weiß Sukhanram auszuräumen: ein Geschäftsmann, der behauptet nur legale Geschäfte zu machen, lügt. Als Abends Gulabi wieder zu Narsingh kommt, bittet sie ihn, sie fortzubringen. Er verneint Bereitschaft dazu.
Mit den anderen Taxifahrer gerät Narsingh in eine Schlägerei. Nachdem er genesen ist, geht er zu Nili und erzählt ihr seine geplante Beteiligung am Transportunternehmen, sie verabredet sich mit ihm für den Abend. Zum vereinbarten Termin kommt sie jedoch nicht allein, sondern bringt ihren Freund einen Krüppel mit, mit dem sie nach Kolkata fliehen will, um heimlich zu heiraten. Narsingh ist niedergeschlagen, doch geht auf die Bitte ein. Betrunken kehrt er zurück und verlangt nach Gulabi. Sie ist glücklich und sorgt auch am nächsten Tag für ihn. Dabei erzählt sie Narsingh wie sie erst vergewaltigt und dann von Sukhanram in die Prostitution gezwungen wurde – sie setzt all ihre Hoffnungen in Narsingh und bietet sich ihm als Ehefrau an.
Von Sukhanram und seinem Anwalt wird Narsingh in eine Partnerschaft gedrängt und wäre sogar bereit gewesen, sein Auto zu verkaufen, um ins Schmuggelgeschäft investieren zu können. Nach seinem ersten Geschäft erfährt Narsingh von Gulabi, dass in der Box Opium ist, doch er will das Geschäft nicht aufgeben, da er sich sonst von Armut bedroht sieht.
Joseph informiert Narsingh, dass Sukhanrams Haus polizeilich durchsucht werden soll. Langsam kommt Narsinghs zur Einsicht seines Fehlers. Trotz einiger emotionaler Enttäuschung findet Narsingh zu sich, er entführt gemeinsam mit seinem Assistenten Rama Gulabi und gemeinsam fliehen sie nach Kolkata.

## Hintergrund
Ursprünglich sollte der Film von Rays Freund Bijoy Chatterjee gedreht werden und Ray war von ihm nur um Arbeit am Drehbuch und der Vorproduktion gebeten worden. Als Freundschaftsdienst übernahm Ray jedoch den ersten Drehtag und Chatterjee und seine Freunde brachten ihn schließlich dazu, die Regie für den gesamten Film zu übernehmen. Abhijan wurde Satyajit Rays größter Kassenerfolg in seiner bengalischen Heimat. Er erschien am 28. September 1962.

## Auszeichnungen
- National Film Awards 1963:
  - Bester Film in Bengalisch
  - Zweitbester Film